# Didymoglossum pusillum
Espèce
Didymoglossum pusillum est une espèce de fougères de la famille des Hyménophyllacées. 
Synonymes : Trichomanes pusilum Sw., Hemiphlebium pusillum (Sw.) Prantl
La variété Trichomanes pusillum var. macropus décrite par Herman Christ pourrait être une variété de Didymoglossum pusillum.

## Description
Didymoglossum punctatum est classé dans le sous-genre Didymoglossum.
Cette espèce a les caractéristiques suivantes :
- un long rhizome traçant, densément couvert de poils bruns à noirâtres et sans racines
- un limbe entier ou irrégulièrement incisé ou lobé de petites dimensions - moins de 2 cm -
- les frondes stériles restent entières non lobées, oblongues
- les frondes fertiles deviennent irrégulières, lobées à presque segmentées une fois et portent de un à trois sores ; jeunes, elles peuvent être presque circulaires
- la nervuration est dense
- des fausses nervures parallèles aux vraies nervures mais sans de fausses nervures submarginales (caractéristique du sous-genre)
- une nervuration catadrome.
- une indusie tubulaire, aux lèvres dont les cellules sont distinctes des tissus du limbe, et dont la bordure est souvent foncée à noire.

## Distribution
Cette espèce, presque strictement épiphyte, est présente aux Caraïbes et en Amérique tropicale.